# Tamaki Daidō
Tamaki Daidō (jap. 大道 珠貴, Daidō Tamaki; * 10. April 1966 Präfektur Fukuoka) ist eine japanische Schriftstellerin.
Daidō arbeitete zunächst als Drehbuchautorin für den Rundfunk. Mit dem Roman Hadaka (裸, etwa: „Nackt“) gewann sie 2000 den Preis des Kunstfestivals von Kyūshū (九州芸術祭文学賞, Kyūshū Geijutsusai Bungakushō). Nach vier Nominierungen erhielt sie 2002 für Shoppai doraibu (しょっぱいドライブ), eine in Japan kontrovers diskutierte Geschichte über das Verhältnis einer dreißigjährigen Frau mit einem dreißig Jahre älteren Mann, den Akutagawa-Preis. 2005 wurde ihr Roman Kizuguchi ni wa Uokka (etwa: Wodka auf die Wunde) mit dem Bunkamura Prix des Deux Magots ausgezeichnet.

## Werke
- Miruku (ミルク)
  - engl. Milk, übersetzt von Louise Heal, in: Cathy Layne (Hg.), Inside and other short fiction: Japanese women by Japanese women, Kodansha International, Tokyo, 2006, S. 13–42, ISBN 4-77003-006-1 Google Buchvorschau